# Zielawa
Zielawa – rzeka, prawy dopływ Krzny o długości 68,13 km i powierzchni dorzecza 1226 km². Wypływa ze Zbiornika Wody Zahajki pod wsią Mosty. Płynie w kierunku północno-wschodnim. Przepływa przez miejscowości: Wisznice, Bordziłówka, Łomazy, Studzianka, Dokudów Pierwszy Ortel Królewski Drugi, Perkowice i wpada do Krzny pod wsią Woskrzenice Duże. Główne jej dopływy to: Krynica, Lutnia, Żarnica, Grabarka, Muława i Żylawa.